# Haukelifjell

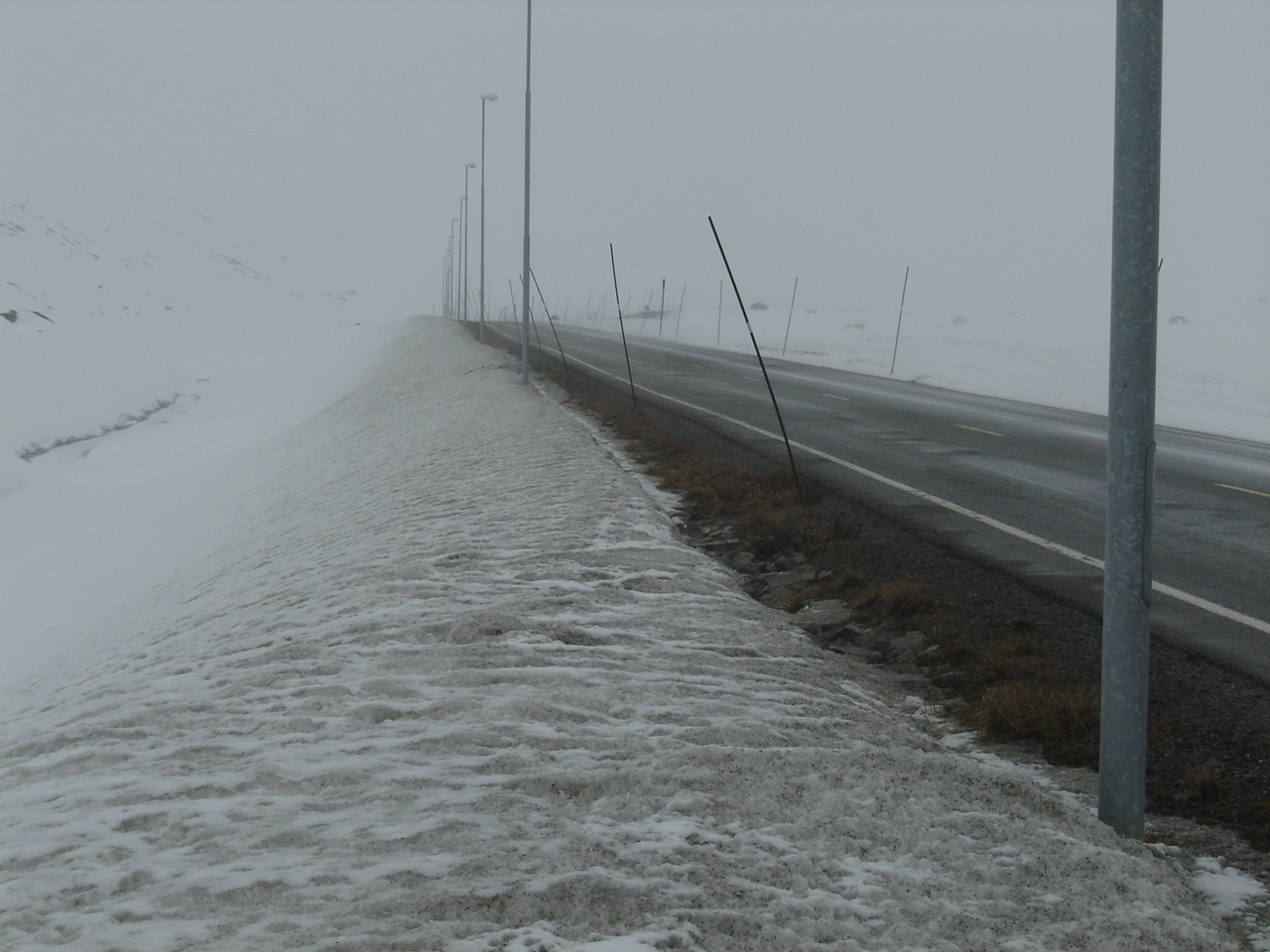
Haukelifjell bei Haukeliseter

Das Haukelifjell ist eine Gebirgsregion in den norwegischen Provinzen Telemark und Vestland. Es liegt südlich des Nationalparks Hardangervidda. Der Haukelivegen (E 134) überquert das Haukelifjell von West (Røldal) nach Ost (Haukeli).
Der ursprünglich bis auf 1.148 moh (Dyrskaret) steigende Pass führt heute durch drei große Tunnelanlagen:
- Haukelitunnel (5.682 m lang)
- Svandalsflonatunnel (1.053 m lang)
- Vågslidtunnel (1.647 m)

Die alte Straße ist jedoch noch vorhanden und ist für Wanderer und Radfahrer benutzbar.
Im Haukelifjell gibt es einige Skigebiete. Die höchste Erhebung ist der Store Nupsfonn mit 1693 moh.